# Чемпионат мира по волейболу среди мужчин 2018 — квалификация
Отборочный турнир 19-го чемпионата мира по волейболу среди мужчин проходил с 13 мая 2016 по 12 ноября 2017 года. Разыгрывалась 21 путёвка на мировое первенство. Первоначально к участию подали заявки 147 национальных федераций. После ряда отказов количество участвующих команд составило 124. Отборочный турнир проводился в рамках пяти континентальных конфедераций. От квалификации освобождены команды Италии, Болгарии (страны-организаторы) и Польши (действующий чемпион мира).

## Квалифицировавшиеся команды
в скобках — дата квалификации
 Польша (21.09.2014) — действующий чемпион мира
 Италия (9.12.2015) — команда страны-организатора
 Болгария (9.12.2015) — команда страны-организатора
Европа (7 мест)
- Сербия (27.05.2017)
- Нидерланды (28.05.2017)
- Словения (28.05.2017)
- Финляндия (28.05.2017)
- Россия (28.05.2017)
- Франция (28.05.2017)
- Бельгия (23.07.2017)

Азия (4 места)
- Япония (15.07.2017)
- Австралия (16.07.2017)
- Китай (13.08.2017)
- Иран (13.08.2017)

Северная, Центральная Америка и Карибский бассейн (5 мест)
- США (30.09.2017)
- Доминиканская Республика (30.09.2017)
- Канада (1.10.2017)
- Пуэрто-Рико (12.11.2017)
- Куба (12.11.2017)

Южная Америка (2 места)
- Бразилия (11.08.2017)
- Аргентина (2.09.2017)

Африка (3 места)
- Тунис (27.10.2017)
- Египет (27.10.2017)
- Камерун (29.10.2017)

## Квалификация

### Европа (CEV)
Команды-участницы (39)
| - Австрия - Азербайджан - Андорра - Беларусь - Бельгия - Венгрия - Германия - Греция - Грузия - Дания - Израиль - Исландия - Испания | - Кипр - Косово - Латвия - Люксембург - Молдова - Нидерланды - Норвегия - Португалия - Россия - Румыния - Северная Ирландия - Сербия - Словакия | - Словения - Турция - Украина - Фарерские острова - Финляндия - Франция - Хорватия - Черногория - Чехия - Швейцария - Швеция - Шотландия - Эстония |

### Азия (AVC)
Команды-участницы (18)
| - Австралия - Бангладеш - Вьетнам - Иран - Казахстан - Катар | - Кыргызстан - Китай - Мальдивская Республика - Мьянма - Новая Зеландия - Пакистан | - Таиланд - Тайвань - Тонга - Фиджи - Южная Корея - Япония |

От участия отказались первоначально заявленные  Афганистан,  Индия,  Макао,  Непал,  ОАЭ и  Туркменистан.

### Северная, Центральная Америка и Карибский бассейн (NORCECA)
Команды-участницы (39)
| - Американские Виргинские острова - Ангилья - Антигуа и Барбуда - Аруба - Багамские Острова - Барбадос - Белиз - Бермудские острова - Британские Виргинские острова - Республика Гаити - Гваделупа - Гватемала - Гондурас | - Гренада - Доминика - Доминиканская Республика - Каймановы острова - Канада - Коста-Рика - Куба - Кюрасао - Мартиника - Мексика - Монтсеррат - Никарагуа - Панама | - Пуэрто-Рико - Сальвадор - Сент-Люсия - Сен-Мартен - Сент-Винсент и Гренадины - Сент-Китс и Невис - Синт-Мартен - Синт-Эстатиус - Суринам - США - Теркс и Кайкос - Тринидад и Тобаго - Ямайка |

От участия отказались первоначально заявленные  Бонайре и  Саба.

### Южная Америка (CSV)
Команды-участницы (8)
| - Аргентина - Бразилия - Венесуэла - Колумбия | - Парагвай - Перу - Уругвай - Чили |

### Африка (CAVB)
Команды-участницы (20)
| - Алжир - Ботсвана - Гана - Египет - Камерун - Кения - ДР Конго | - Республика Конго - Кот-д’Ивуар - Ливия - Марокко - Мозамбик - Нигер - Нигерия | - Руанда - Свазиленд - Тунис - Уганда - Чад - Южный Судан |

От участия отказались первоначально заявленные  Бурунди,  Габон,  Гамбия,  Зимбабве,  Кабо-Верде,  Лесото,  Маврикий,  Мадагаскар,  Малави,  Намибия,  Сейшельские Острова,  Сенегал,  Судан,  Танзания,  ЦАР.